# Misha Defonseca
Misha Defonseca (født 1937) er en belgisk forfatter der har skrevet Overlevede blandt ulve - et krigsbarns skæbne, der ved udgivelsen blev omtalt som en autentisk beretning om hendes barndom men som i 2008 blev afsløret som fiktion. Bogen var fra starten en bestseller i Europe og blev oversat til 18 sprog. Den franske version af bogen var ikke en oversættelse men en nyskrevet bog med titlen Survivre avec les loups der blev udgivet i 1997 af forlaget Éditions Robert Laffont; denne anden version blev til en fransk film med titlen Survivre avec les loups (Overlevede blandt ulve).
Den 29. februar 2008, indrømmede forfatteren og hendes advokater at bestselleren ikke er en autentisk beretning selvom det tidligere var blevet sagt.